# Coppa del Mondo di sci alpino 1967
La Coppa del Mondo di sci alpino 1967  fu la prima edizione della manifestazione organizzata dalla Federazione internazionale sci. Le classifiche di specialità vennero stilate attribuendo ai primi dieci classificati di ogni gara un punteggio a scalare (25 punti al primo, 20 al secondo, 15 al terzo, 12 al quarto, 9 al quinto, 6 al sesto, 4 al settimo, 3 all'ottavo, 2 al nono, 1 al decimo); la classifica generale era composta dalla somma dei punti ottenuti in tutte le specialità. Per ogni classifica di specialità erano conteggiati soltanto i migliori tre risultati conseguiti.
La stagione maschile ebbe inizio il 5 gennaio a Berchtesgaden, in Germania Ovest, e si concluse il 26 marzo a Jackson Hole, negli Stati Uniti; furono disputate 17 gare (5 discese libere, 5 slalom giganti, 7 slalom speciali), in 10 diverse località. Il francese Jean-Claude Killy si aggiudicò sia la Coppa del Mondo generale, sia tutte le Coppe di specialità.
La stagione femminile ebbe inizio il 7 gennaio a Oberstaufen, in Germania Ovest, e si concluse il 26 marzo a Jackson Hole, negli Stati Uniti; furono disputate 17 gare (4 discese libere, 6 slalom giganti, 7 slalom speciali), in 9 diverse località. La canadese Nancy Greene si aggiudicò sia la Coppa del Mondo generale, sia quella di slalom gigante; la francese Marielle Goitschel vinse le Coppe di discesa libera e di slalom speciale, quest'ultima a pari merito con la connazionale Annie Famose.

## Uomini

### Risultati
| Data            | Località             | Nazione        | Pista               | Spec. | Primo             | Secondo           | Terzo                |
| --------------- | -------------------- | -------------- | ------------------- | ----- | ----------------- | ----------------- | -------------------- |
| 5 gennaio 1967  | Berchtesgaden        | Germania Ovest | Loipl               | SL    | Heini Messner     | Jules Melquiond   | Dumeng Giovanoli     |
| 6 gennaio 1967  | Berchtesgaden        | Germania Ovest | Loipl               | GS    | Georges Mauduit   | Léo Lacroix       | Jean-Claude Killy    |
| 9 gennaio 1967  | Adelboden            | Svizzera       | Chuenisbärgli       | GS    | Jean-Claude Killy | Willy Favre       | Georges Mauduit      |
| 14 gennaio 1967 | Wengen               | Svizzera       | Lauberhorn          | DH    | Jean-Claude Killy | Léo Lacroix       | Jean-Daniel Dätwyler |
| 15 gennaio 1967 | Wengen               | Svizzera       | Männlichen/Jungfrau | SL    | Jean-Claude Killy | Heini Messner     | Jules Melquiond      |
| 21 gennaio 1967 | Kitzbühel            | Austria        | Streif              | DH    | Jean-Claude Killy | Franz Vogler      | Heini Messner        |
| 22 gennaio 1967 | Kitzbühel            | Austria        | Ganslern            | SL    | Jean-Claude Killy | Bengt-Erik Grahn  | Louis Jauffret       |
| 27 gennaio 1967 | Megève               | Francia        | Émile Allais        | DH    | Jean-Claude Killy | Hans Peter Rohr   | Franz Vogler         |
| 29 gennaio 1967 | Megève               | Francia        | Jaillet             | SL    | Guy Périllat      | Jean-Claude Killy | Karl Schranz         |
| 5 febbraio 1967 | Madonna di Campiglio | Italia         | 3-Tre               | SL    | Guy Périllat      | Louis Jauffret    | Léo Lacroix          |
| 3 marzo 1967    | Sestriere            | Italia         | Kandahar Banchetta  | DH    | Jean-Claude Killy | Bernard Orcel     | Guy Périllat         |
| 10 marzo 1967   | Franconia            | Stati Uniti    |                     | DH    | Jean-Claude Killy | Guy Périllat      | Jim Barrows          |
| 11 marzo 1967   | Franconia            | Stati Uniti    |                     | SL    | Jean-Claude Killy | Jimmy Heuga       | Herbert Huber        |
| 12 marzo 1967   | Franconia            | Stati Uniti    |                     | GS    | Jean-Claude Killy | Georges Mauduit   | Dumeng Giovanoli     |
| 19 marzo 1967   | Vail                 | Stati Uniti    |                     | GS    | Jean-Claude Killy | Jimmy Heuga       | Heini Messner        |
| 25 marzo 1967   | Jackson Hole         | Stati Uniti    |                     | GS    | Jean-Claude Killy | Jimmy Heuga       | Werner Bleiner       |
| 26 marzo 1967   | Jackson Hole         | Stati Uniti    |                     | SL    | Herbert Huber     | Georges Mauduit   | Werner Bleiner       |

Legenda:

DH = discesa libera

GS = slalom gigante

SL = slalom speciale

### Classifiche

#### Generale

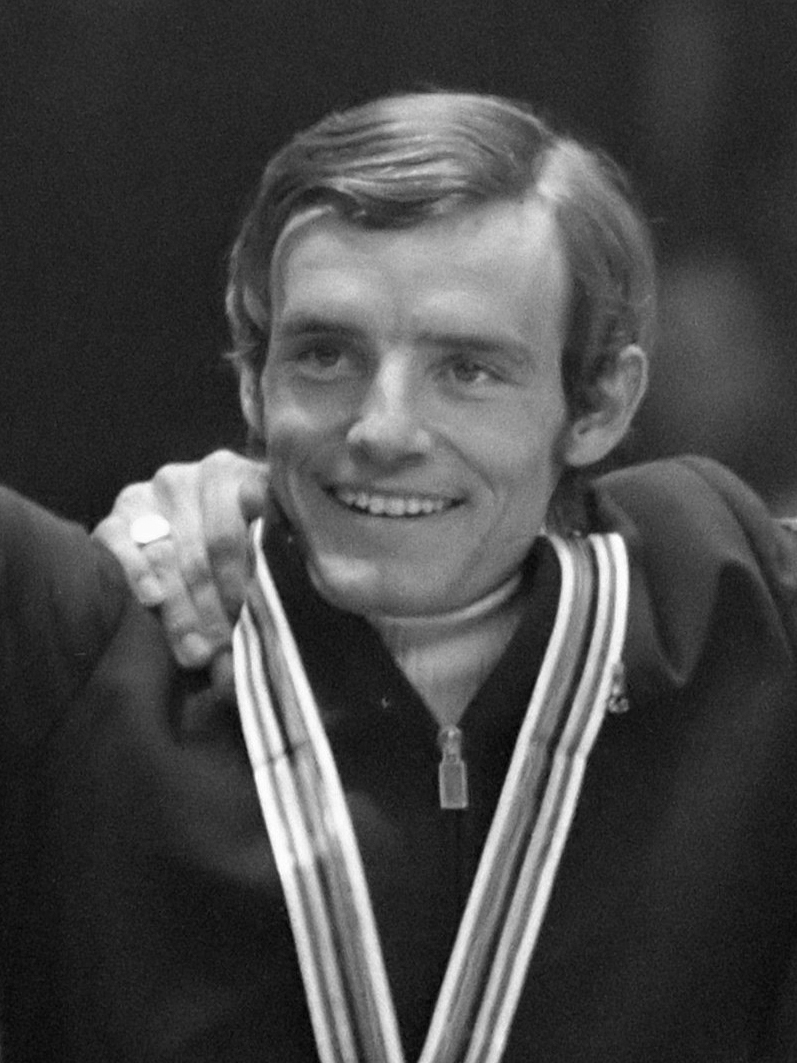
Jean-Claude Killy nel 1968

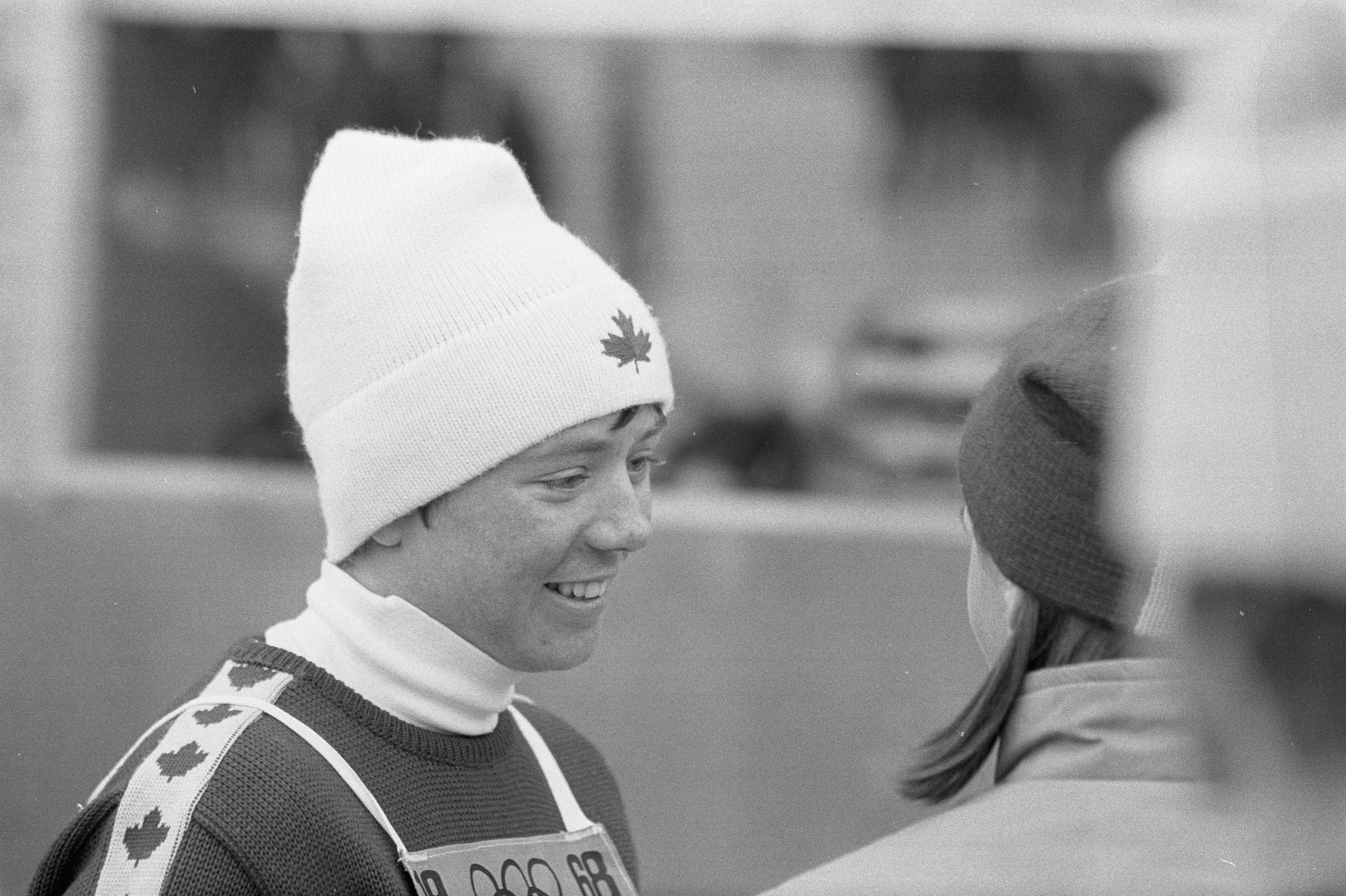
Nancy Greene nel 1968

| Pos. | Nome              | Nazione     | Punti |
| ---- | ----------------- | ----------- | ----- |
| 1    | Jean-Claude Killy | Francia     | 225   |
| 2    | Heini Messner     | Austria     | 114   |
| 3    | Guy Périllat      | Francia     | 108   |
| 4    | Léo Lacroix       | Francia     | 93    |
| 5    | Georges Mauduit   | Francia     | 82    |
| 6    | Jimmy Heuga       | Stati Uniti | 70    |
| 7    | Karl Schranz      | Austria     | 62    |
| 8    | Herbert Huber     | Austria     | 58    |
| 9    | Werner Bleiner    | Austria     | 48    |
| 10   | Dumeng Giovanoli  | Svizzera    | 46    |
| 10   | Louis Jauffret    | Francia     | 46    |
| 10   | Jules Melquiond   | Francia     | 46    |

#### Discesa libera
| Pos. | Nome              | Nazione        | Punti |
| ---- | ----------------- | -------------- | ----- |
| 1    | Jean-Claude Killy | Francia        | 75    |
| 2    | Guy Périllat      | Francia        | 37    |
| 3    | Franz Vogler      | Germania Ovest | 36    |
| 4    | Gerhard Nenning   | Austria        | 33    |
| 5    | Heini Messner     | Austria        | 31    |

#### Slalom gigante
| Pos. | Nome              | Nazione     | Punti |
| ---- | ----------------- | ----------- | ----- |
| 1    | Jean-Claude Killy | Francia     | 75    |
| 2    | Georges Mauduit   | Francia     | 60    |
| 3    | Jimmy Heuga       | Stati Uniti | 42    |
| 4    | Léo Lacroix       | Francia     | 39    |
| 5    | Heini Messner     | Austria     | 32    |

#### Slalom speciale
| Pos. | Nome              | Nazione | Punti |
| ---- | ----------------- | ------- | ----- |
| 1    | Jean-Claude Killy | Francia | 75    |
| 2    | Guy Périllat      | Francia | 58    |
| 3    | Heini Messner     | Austria | 51    |
| 4    | Louis Jauffret    | Francia | 46    |
| 4    | Jules Melquiond   | Francia | 46    |

## Donne

### Risultati
| Data             | Località                | Nazione        | Pista              | Spec. | Prima                              | Seconda            | Terza              |
| ---------------- | ----------------------- | -------------- | ------------------ | ----- | ---------------------------------- | ------------------ | ------------------ |
| 7 gennaio 1967   | Oberstaufen             | Germania Ovest | Hündle             | SL    | Nancy Greene                       | Fernande Bochatay  | Annie Famose       |
| 8 gennaio 1967   | Oberstaufen             | Germania Ovest | Hündle             | GS    | Nancy Greene                       | Burgl Färbinger    | Fernande Bochatay  |
| 10 gennaio 1967  | Grindelwald             | Svizzera       | Bort/Wetterhorn    | SL    | Annie Famose                       | Gina Hathorn       | Isabelle Mir       |
| 11 gennaio 1967  | Grindelwald             | Svizzera       | Egg                | GS    | Nancy Greene                       | Annie Famose       | Marielle Goitschel |
| 13 gennaio 1967  | Grindelwald             | Svizzera       | First              | DH    | Nancy Greene                       | Isabelle Mir       | Florence Steurer   |
| 18 gennaio 1967  | Schruns                 | Austria        | Grabs              | DH    | Marielle Goitschel                 | Erika Schinegger   | Annie Famose       |
| 19 gennaio 1967  | Schruns                 | Austria        |                    | SL    | Marielle Goitschel                 | Annie Famose       | Nancy Greene       |
| 26 gennaio 1967  | Saint-Gervais-les-Bains | Francia        | Bettex             | SL    | Annie Famose                       | Marielle Goitschel | Florence Steurer   |
| 28 gennaio 1967  | Saint-Gervais-les-Bains | Francia        |                    | GS    | Erika Schinegger                   | Marielle Goitschel | Annie Famose       |
| 1º febbraio 1967 | Monte Bondone           | Italia         |                    | SL    | Burgl Färbinger                    | Annie Famose       | Traudl Hecher      |
| 3 marzo 1967     | Sestriere               | Italia         | Kandahar Banchetta | DH    | Giustina Demetz Marielle Goitschel |                    | Florence Steurer   |
| 10 marzo 1967    | Franconia               | Stati Uniti    |                    | DH    | Isabelle Mir                       | Erika Schinegger   | Annie Famose       |
| 11 marzo 1967    | Franconia               | Stati Uniti    |                    | GS    | Christine Goitschel                | Florence Steurer   | Nancy Greene       |
| 12 marzo 1967    | Franconia               | Stati Uniti    |                    | SL    | Marielle Goitschel                 | Isabelle Mir       | Annie Famose       |
| 19 marzo 1967    | Vail                    | Stati Uniti    |                    | GS    | Nancy Greene                       | Erika Schinegger   | Annie Famose       |
| 26 marzo 1967    | Jackson Hole            | Stati Uniti    |                    | GS    | Nancy Greene                       | Erika Schinegger   | Traudl Hecher      |
| 26 marzo 1967    | Jackson Hole            | Stati Uniti    |                    | SL    | Nancy Greene                       | Marielle Goitschel | Florence Steurer   |

Legenda:

DH = discesa libera

GS = slalom gigante

SL = slalom speciale

### Classifiche

#### Generale
| Pos. | Nome                | Nazione        | Punti |
| ---- | ------------------- | -------------- | ----- |
| 1    | Nancy Greene        | Canada         | 176   |
| 2    | Marielle Goitschel  | Francia        | 172   |
| 3    | Annie Famose        | Francia        | 158   |
| 4    | Isabelle Mir        | Francia        | 115   |
| 5    | Florence Steurer    | Francia        | 114   |
| 6    | Erika Schinegger    | Austria        | 110   |
| 7    | Burgl Färbinger     | Germania Ovest | 65    |
| 7    | Traudl Hecher       | Austria        | 65    |
| 9    | Giustina Demetz     | Italia         | 64    |
| 10   | Christine Goitschel | Francia        | 48    |

#### Discesa libera
| Pos. | Nome               | Nazione | Punti |
| ---- | ------------------ | ------- | ----- |
| 1    | Marielle Goitschel | Francia | 56    |
| 2    | Isabelle Mir       | Francia | 47    |
| 3    | Giustina Demetz    | Italia  | 42    |
| 4    | Erika Schinegger   | Austria | 40    |
| 5    | Annie Famose       | Francia | 38    |

#### Slalom gigante
| Pos. | Nome               | Nazione | Punti |
| ---- | ------------------ | ------- | ----- |
| 1    | Nancy Greene       | Canada  | 75    |
| 2    | Erika Schinegger   | Austria | 65    |
| 3    | Annie Famose       | Francia | 50    |
| 4    | Marielle Goitschel | Francia | 46    |
| 5    | Florence Steurer   | Francia | 39    |

#### Slalom speciale
| Pos. | Nome               | Nazione | Punti |
| ---- | ------------------ | ------- | ----- |
| 1    | Annie Famose       | Francia | 70    |
| 1    | Marielle Goitschel | Francia | 70    |
| 3    | Nancy Greene       | Canada  | 65    |
| 4    | Isabelle Mir       | Francia | 46    |
| 5    | Florence Steurer   | Francia | 41    |